# Chile na Letních olympijských hrách 1896
Chile na Letních olympijských hrách v roce 1896 v řeckých Athénách reprezentoval jediný sportovec v běhu na 100, 400 a 800 m.

## Účastníci

### Atletika
| Závod      | Pořadí | Sportovec         |
| ---------- | ------ | ----------------- |
|            |        |                   |
| 100 m muži | ?      | Luis Subercaseaux |
|            |        |                   |
| 400 m muži | ?      | Luis Subercaseaux |
|            |        |                   |
| 800 m muži | ?      | Luis Subercaseaux |
|            |        |                   |